# Samsung Galaxy A7 (2016)
Samsung Galaxy A7 (2016) je mobilní telefon od společnosti Samsung Electronics. Byl představen 2. prosince 2015 spolu s modely Samsung Galaxy A3 (2016), Samsung Galaxy A5 (2016) a Samsung Galaxy A9 (2016)

## Dostupnost
Samsung Galaxy A7 (2016) byl uveden na trh v Číně 15. prosince 2015, v 1. čtvrtletí roku 2016 následovaly další země. Od dubna 2016 je Samsung Galaxy A7 (2016) dostupný ve východní Evropě (pouze Rusko, Ukrajina a Turecko), Africe, na Středním východě, v Latinské Americe a Asii. Není k dispozici v Severní Americe a zbytku Evropy.